# Leucothyreus cuyabanus
Leucothyreus cuyabanus är en skalbaggsart som beskrevs av Ohaus 1917. Leucothyreus cuyabanus ingår i släktet Leucothyreus och familjen Rutelidae. Inga underarter finns listade i Catalogue of Life.